# إدوارد هاينريخ هينوخ
إدوارد هاينريخ هينوخ (بالألمانية: Eduard Heinrich Henoch)‏ (1820 في برلين - 1910 في درسدن) طبيب، وأستاذ جامعي من ألمانيا. وصف مع معلمهُ يوهان لوكاس شونلاين (1793–1864) فرفرية هينوخ-شونلاين في ستينات القرن التاسع عشر.